# Gueorgui Rodiónenko
Gueorgui Ivánovich Rodiónenko (translitera al cirílico Георгий Иванович Родионенко; 1913 - 6 de abril de 2014) es un botánico ruso. Fue un colaborador conspicuo sobre el género Iris de Flora de URSS. Trabajó académicamente en el Instituto Botánico Komarov de la Academia de Ciencias de la URSS. Fue Director del Jardín Botánico del Instituto Botánico V.L. Komarov

## Algunas publicaciones
- 1960. Connection between polycotyledonous seedlings and the structure of the mature plant. Ed. National Science Foundation and the Dept. of Agriculture by the Israel Program for Scientific Transl. 9 pp.

### Libros
- 1987. The genus Iris L.: (questions of morphology, biology evolution and systematics). Ed. British Iris Society. 222 pp.
- 1981. The Iris. Ed. Kolos Publ. 154 pp.

- La abreviatura «Rodion.» se emplea para indicar a Gueorgui Rodiónenko como autoridad en la descripción y clasificación científica de los vegetales.[1]